# Ema Kapustová
Ema Kapustová, née le 14 décembre 2002 à Revúca, est une biathlète slovaque.

## Carrière
Lors des Championnats du monde jeunes 2021 à Obertilliach, elle remporte la médaille de bronze de l'indivduel derrière Jeanne Richard et Lena Repinc
.
Lors des Championnats du monde juniors 2024 à Otepää, elle remporte la médaille d'argent de l'individuel et de la mass-start 60.
Lors des Championnats d'Europe 2024 à Brezno-Osrblie, elle décroche la médaille de bronze sur l'individuel derrière Maren Kirkeeide et Alina Stremous.

## Palmarès

### Championnats du monde
| Édition / Épreuve | Individuel | Sprint | Poursuite | Mass start | Relais | Relais mixte | Relais mixte simple |
| ----------------- | ---------- | ------ | --------- | ---------- | ------ | ------------ | ------------------- |
| Lenzerheide 2025  | 34e        | —      | —         | —          | 6e     | —            | —                   |

Légende :
- — : non disputée par Ema Kapustová

### Coupe du monde
- Meilleur classement général : 70e en 2024.
- Meilleur résultat individuel : 25e sur la poursuite à Oberhof en 2024.

Dernière mise à jour le 8 mars 2025

#### Résultats détaillés en Coupe du monde
| 2023-2024 |        |        |    |        |        |        |        |    |        |        |        |    |    |    | .  | .  | .  | .  |        |    |    |    |    |    |    | 70e  |
| 2023-2024 | IN     | SP 89e | PU | SP 56e | PU 55e | SP 41e | PU 28e | MS | SP 39e | PU 25e | SP DNS | PU | SI | MS | SP | PU | IN | MS | IN     | MS | SP | PU | SP | PU | MS | 70e  |
| 2024-2025 |        |        |    |        |        |        |        |    |        |        |        |    |    |    | .  | .  | .  | .  |        |    |    |    |    |    |    | n.c. |
| 2024-2025 | SI 73e | SP 82e | MS | SP 79e | PU     | SP     | PU     | MS | SP 62e | PU     | IN 55e | MS | SP | PU | SP | PU | IN | MS | SP 68e | PU | IN | MS | SP | PU | MS | n.c. |

### Championnats d'Europe
| Édition / Épreuve         | Individuel                 | Sprint | Poursuite | Relais |
| ------------------------- | -------------------------- | ------ | --------- | ------ |
| Brezno-Osrblie 2024       | Médaille de bronze, Europe | —      | —         | —      |
| Martell-Val Martello 2025 | 54e                        | 62e    | —         | 13e    |

Légende :
- : troisième place, médaille de bronze
- — : non disputée par Ema Kapustová

### IBU Cup
- 1 podium individuel : 1 troisième place.

 Dernière mise à jour le 8 mars 2025 

#### Podiums individuels en IBU Cup
| Podiums individuels en IBU Cup | Podiums individuels en IBU Cup | Podiums individuels en IBU Cup | Podiums individuels en IBU Cup | Podiums individuels en IBU Cup | Podiums individuels en IBU Cup |
| n°                             | Saison                         | Date                           | Lieu                           | Épreuve                        | Résultat                       |
| ------------------------------ | ------------------------------ | ------------------------------ | ------------------------------ | ------------------------------ | ------------------------------ |
| 1                              | 2023-2024                      | 24-01-2024                     | Brezno-Osrblie                 | Individuel 1,5 km (Ch. Europe) | Médaille de bronze             |

### Championnats du monde juniors/jeunes
| Mondiaux / Épreuve  | Cat.    | Individuel         | Sprint | Poursuite                        | Mass start 60                    | Relais | Relais mixte                     |
| 2019 Brezno-Osrblie | Jeunes  | 84e                | 32e    | 21e                              | Épreuve inexistante à cette date | —      | Épreuve inexistante à cette date |
| 2020 Lenzerheide    | Jeunes  | 25e                | 29e    | 33e                              | Épreuve inexistante à cette date | 16e    | Épreuve inexistante à cette date |
| 2021 Obertilliach   | Jeunes  | Médaille de bronze | 30e    | 9e                               | Épreuve inexistante à cette date | 9e     | Épreuve inexistante à cette date |
| 2022 Soldier Hollow | Juniors | 15e                | 17e    | 9e                               | Épreuve inexistante à cette date | —      | Épreuve inexistante à cette date |
| 2023 Chtchoutchinsk | Juniors | 21e                | 26e    | 18e                              | Épreuve inexistante à cette date | —      | 14e                              |
| 2024 Otepää         | Juniors | Médaille d'argent  | 15e    | Épreuve inexistante à cette date | Médaille d'argent                | 6e     | 11e                              |

Légende :
- : deuxième place, médaille d'argent
- : troisième place, médaille de bronze
- — : non disputée par Ema Kapustová